# عنف اقتصادي
العنف الاقتصادي (بالإنجليزية: Economic abuse)‏  يعرف أيضا بالعنف المالي ،وهو شكل من أشكال الإساءة، حيث يتحكم الزوج أو الشريك الحميم (أو الأب) في قدرة زوجته أو شريكته (أو ابنته) على الوصول إلى الموارد الاقتصادية والاستقلال المالي ، مما يترتب عليه عدم قدرة الزوجة على دعم نفسها ماديًا، وتُضطر إلى أن تكون تابعة إقتصاديًا للمعيل ويقتصر عملها على القيام بالأعمال المنزلية مجانًا. ويتضمن العنف الاقتصادي حرمان الزوجة أو الشريكة من إمكانية حصولها على المال في الحاضر أو المستقبل، عن طريق منعها من الحصول على التعليم أو العمل أو التكوين. 